# Jüdischer Friedhof (Mühlhausen)

Oberes Gräberfeld

Grabsteine von Lina und Isaak Fleischmann, Vorstand der jüdischen Gemeinde Mühlhausen

Der jüdische Friedhof in Mühlhausen, einer Gemeinde im mittelfränkischen Landkreis Erlangen-Höchstadt, wurde 1738 errichtet. Er  befindet sich auf einer kleinen Anhöhe nordwestlich des Ortes, erreichbar über den Lochweg.

## Geschichte
Die jüdische Gemeinde Mühlhausen setzte vor 1738 ihre Toten auf dem jüdischen Friedhof Zeckern bei. Rechts vom Eingang ist noch das um 1900 erbaute Taharahaus erhalten. Links vom Eingang, gegenüber dem Taharahaus, sind die Gräber der Kohanim. Erst nach einer größeren Grasfläche schließen sich die weiteren Gräber auf der Anhöhe des nach Osten abfallenden Geländes an. Das 7920 m² große Grundstück ist von einem Maschendrahtzaun umgeben und bietet eine Aussicht über den Ort. Heute sind noch 377 Grabsteine (Mazewot) vorhanden.

## Taharahaus

Taharahaus

Am 3. April 1899 beschloss die jüdische Gemeinde Mühlhausen den Neubau eines Taharahauses, falls ausreichend Spenden die Finanzierung des Bauvorhabens ermöglichen würden. Dem Zimmermann Heinrich Hertlein, der die Pläne gezeichnet hatte, wurde der Bauauftrag erteilt. Das 5 auf 10 Meter große eingeschossige Haus besitzt drei Räume und zehn Fenster. Im ersten der drei Räume befindet sich ein alter Tahara-Steintisch, möglicherweise aus der Zeit, als der Friedhof angelegt wurde. Das Walmdach ist mit Biberziegeln gedeckt.